# David Brewster
David Brewster, FRS, PRSE (Jedburgh, 11 de dezembro de 1781 — Melrose, 10 de fevereiro de 1868) foi um cientista e inventor escocês.

## Biografia
Estudou teologia na Universidade de Edimburgo, mas lá se voltou para a ciência. As suas principais experiências eram sobre a teoria da luz, algumas propriedades da luz e as suas aplicações. Adaptou e melhorou instrumentos técnicos existentes para usar em suas pesquisas, desenvolvendo novas ferramentas. 
Os seus estudos conduziram à descoberta do princípio do caleidoscópio em 1816. Embora elaborado como uma ferramenta científica, a descoberta foi vendida rapidamente como um brinquedo.
Criou também o estereoscópio, instrumento para produzir uma imagem tridimensional através de uma imagem bidimensional, consequência da sua dedicação ao estudo avançado da fotografia.
Brewster realizou trabalhos importantes em piroeletricidade, sendo que o termo "piroeletricidade" pode ser atribuído a ele, tendo também estabelecido uma grande lista de cristais termoelétricos.